# Krinjing (Dukun)
Krinjing is een bestuurslaag in het regentschap Magelang van de provincie Midden-Java, Indonesië. Krinjing telt 1942 inwoners (volkstelling 2010).